# Central Suriname Naturreservat
Central Suriname Naturreservat blev skabt i 1998 og dækker et areal på ca. 16,000 kvadratkilometer af primært primært tropisk regnskov. Naturreservatet blev i år 2000 optaget på UNESCOs Verdensarvsliste.
Nogle af de mest fremtrædende træk i Central Suriname Nature Reserve er flere granitformationer som rejser sig højt over det omgivende regnskov. Andre attraktioner omfatter Julianatop (1.230 m), det højeste bjerg i Surinam,  Tafelberg (Table Mountain, 1026 meter), Van Stockum Mountain (360 m), Duivelsei (Djævlens æg), en klippe tilsyneladende balancerer på kanten af et bjerg.
4°00′N 56°30′V / 4°N 56.5°V